# Visnea mocanera
Visnea mocanera és una espècie d'arbre petit perenne de la família de les Canellaceae. El seu nom comú canari és mocán o mocanero i el gènere al qual pertany és monotípic. El nom genèric Visnea deriva del nom d'un tal Visne, comerciant de Lisboa interessat en la botànica (?) L'epítet específic mocanera fa referència al seu nom vernacle canari, mocán, del qual s'ha acabat adaptant.

## Morfologia
És un arbre petit que pot fer fins a 8-15 metres d'alçada, l'escorça és de color gris i les branquetes joves són verdes. Les fulles són més aviat petites, de mides: 3-4 x 1-2 cm; de disposició alterna, llises, de forma ovado-lanceolada o el·líptiques, sense glàndules i amb els marges serrats de manera regular. Les flors són pentàmeres, és a dir, amb cinc pètals de color blanc cremós i són oloroses, són bisexuals o hermafrodites, presenten tant gineceu com androceu, és a dir, tots dos sexes en una mateixa flor. Els fruits són càpsules carnoses dehiscents, vermelloses que es van enfosquint a negre a mesura que van madurant.

## Ecologia
És una planta prioritària pel que fa a la seva conservació, ja que en un futur es pot trobar en perill de desaparèixer segons la Unió Internacional per a la Conservació de la Natura (UICN). És una espècie nativa de les illes Canàries, que també es troba a Madeira, formant part de la vegetació de la regió biogeogràfica de la Macaronèsia. Es tracta d'un endemisme d'aquesta regió i forma part de les espècies relictes del Terciari que s'hi van establir per dispersió aèria o marítima, ja que les illes salvatges no van estar en contacte amb el continent africà. La població està categoritzada com a rara a l'illa de Madeira per la qual cosa se la considera com amenaçada. Les subpoblacions de les illes Canàries semblen estar estables, encara que han patit reduccions en el passat. El seu hàbitat són les laurisilves i els boscos ennuvolats.